# Stauntonia hexaphylla
Espèce
Stauntonia hexaphylla, ou Stauntonia vine en anglais, est une espèce de plantes à fleurs de la famille des Lardizabalaceae,. C'est une liane trouvée au Japon et en Corée du Sud.

## Répartition et habitat
Au Japon, il est présent à Honshu, Shikoku, Kyushu et Okinawa. En dehors du Japon, on le trouve en Corée du Sud. Il pousse à l'état sauvage dans les montagnes et les collines des régions chaudes et près de la côte.

## Utilisation
En dehors de son aire de répartition naturelle, il est parfois planté dans les jardins pour servir d'ombrage.
En Japonais, il est appelé Mube(ムベ, or 郁子).

## Description
Stauntonia hexaphylla est une liane qui forme au printemps des fleurs campanulées de 4 cm de long ressemblant à des clochettes réunies en grappes s'épanouissent. Elles dégagent un parfum agréable. Sur un même pied, des fleurs mâles violet pâle éclairé de blanc côtoient des fleurs femelles moins colorées, plus blanches, mais tous les sépales des fleurs ont un aspect cireux.
Après pollinisation, les fleurs femelles produisent des fruits de 3 à 5 cm de long, ellipsoïdaux, pourpres.

## Répartition et habitat
L'aire de répartition indigène de cette espèce est la Corée du Sud, le Centre du Sud et le Sud du Jap. Il pousse principalement dans le biome tempéré..

## Utilisation
Stauntonia hexaphylla est comestibles et consommés au Japon.

## Systématique
Le nom correct complet (avec auteur) de ce taxon est Stauntonia hexaphylla (Thunb.) Decne..

### Étymologie
Le nom de genre Stauntonia est dédié à « Georges Léonard Stauton ». L'épithète hexaphylla vient du grec et signifie « à six folioles ».
L'espèce a été initialement classée dans le genre Rajania sous le basionyme Rajania hexaphylla Thunb..
Stauntonia hexaphylla a pour synonymes :
- Rajania hexaphylla Thunb.
- Stauntonia hexaphylla subsp. obovata Wu
- Stauntonia hexaphylla subsp. rotundata Wu